# Campo de Cámara

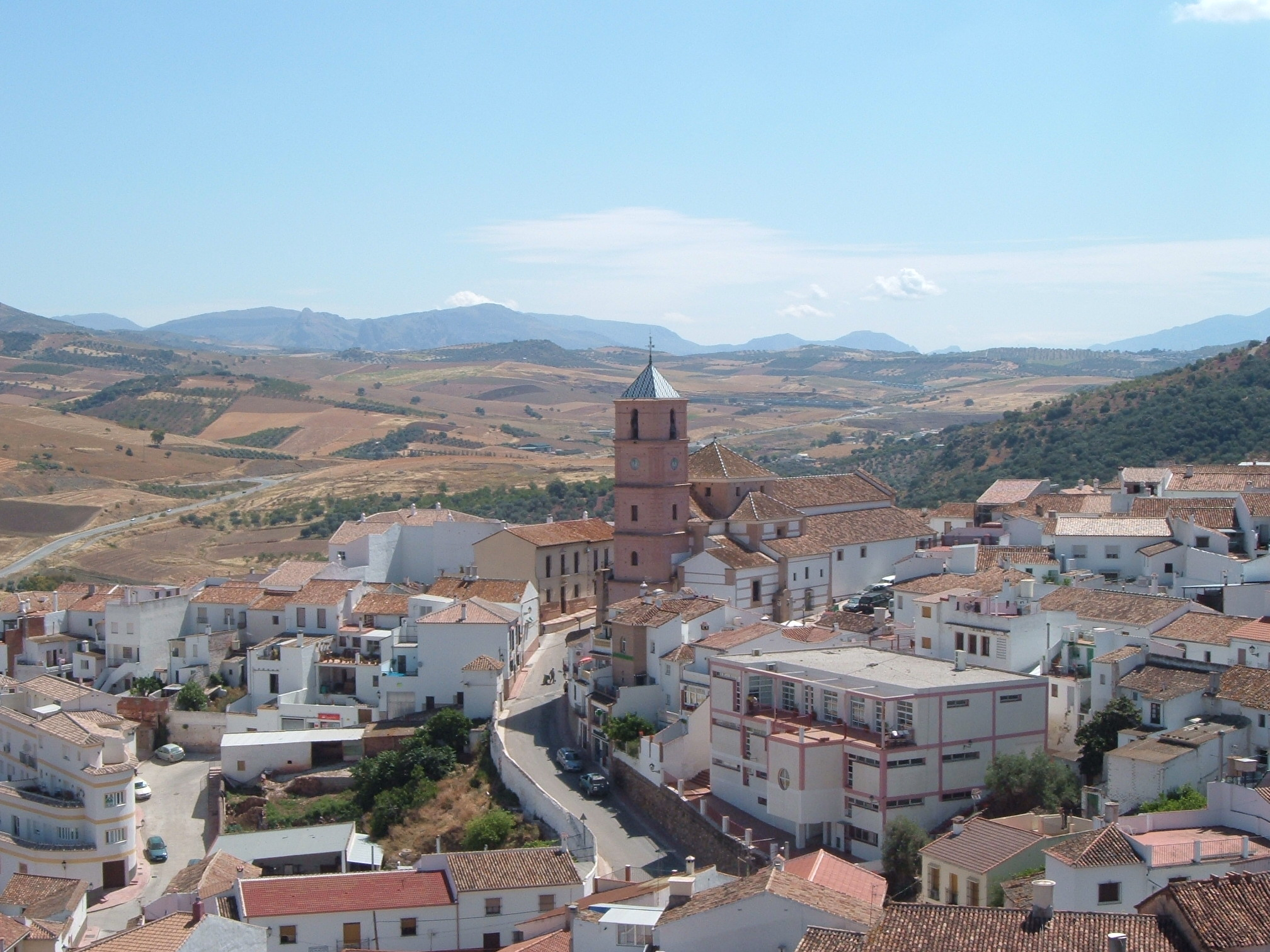
Vista del Campo de Cámara al fondo desde Casabermeja.

El Campo de Cámara (del árabe, Fashs Qamara) es una comarca natural de la provincia de Málaga, en Andalucía, España, también conocida como Corredor de Colmenar o Corredor de Colmenar-Periana. Está situada entre la Cordillera Antequerana, al norte, y los Montes de Málaga, al sur, formando un estrecho pasillo o corredor que comunica a la comarca de la Axarquía con el Valle del Guadalhorce. Se trata de una zona de campiña dedicada al cultivo de cereales, que ya desde la época musulmana era considerada como el granero de Málaga.
El paisaje del Campo de Cámara se caracteriza por la presencia de suaves colinas. La altitud oscila entre los 500 y los 800 m s. n. m., por lo que se considera una depresión en relación con las unidades del relieve circundante, que sobrepasa los 1000 m s. n. m. La litología está compuesta por rocas detríticas: margas, arenas, arcillas y limos.
Abarca parte de los municipios de Casabermeja, Colmenar, Riogordo, Alfarnatejo, Alfarnate y Comares. Por ella discurre la llamada carretera del arco, que enlaza Vélez-Málaga con Marbella por el interior.